# 同性愛に対する社会的な態度

Pew Global Attitudes Project 2019: 「同性愛は社会で受け入れられるべきか？」受け入れられるべきと答えた回答者の割合。
0–10%
11–20%
21–30%
31–40%
41–50%
51–60%
61–70%
71–80%
81–90%
91–100%
データなし

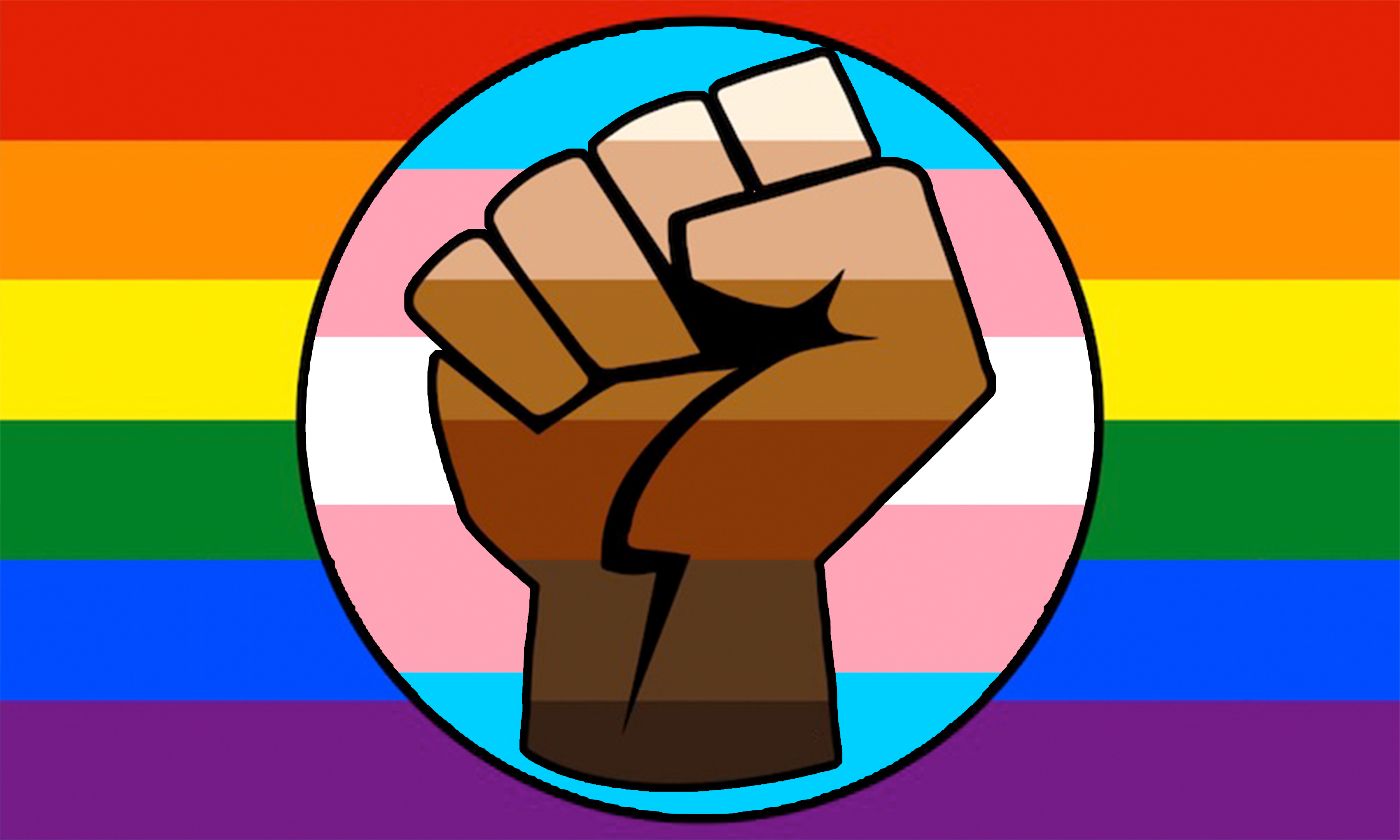

同性愛に対する社会的な態度（どうせいあいにたいするしゃかいてきなたいど、英語: social attitudes toward homosexuality）では、同性愛及びその性的指向を持った者に対する社会的な態度・認識について述べる。便宜上、性的少数者、LGBTについても述べる。

## 歴史

### 日本
2021年3月、札幌地方裁判所が初めて、同性結婚を認めないのは法の下の平等を定める憲法14条に反するという判決を下したが、政府は「婚姻に関する民法の規定が憲法に反するものとは考えていない」としている。

### 中華民国
2017年5月、同性結婚を認めない現行民法に違憲判決が下され、2019年5月、同性結婚が合法化した。アジアで初めてのことである。
アジア女性交流・研究フォーラム（KFAW）の調査研究報告書では、1987年の戒厳令解除による自由化の流れと、国際的に孤立した中での民主主義国家である中華民国（台湾）の存在を示すことを目指した政府の動きが、LGBTの権利拡大につながったと述べられている。

### タイ王国
タイは、東南アジア諸国の中で唯一、欧米による植民地支配を受けなかったことから「同性愛禁止」という思想・価値観ないし制度が持ち込まれなかった。また、仏教の思想も同性愛や性的指向の受容に影響を与えていると言われる。

## 現状

### 日本
ゲイであることを公表しているジャーナリストの北丸雄二は「日本で同性婚が議論されない理由の一つ」として「同性婚と言えばセックスなど性モラルの問題だと思われてしまうこと」を挙げ、「だから同性婚の話になると、『なぜ人のSEXの話を聞かないといけないのか』と眉をひそめてしまう人も多い」などと指摘した。
2015年「一橋大学アウティング事件」が起こる。一橋大学出身のゲイ活動家、松中権はこの事件について、オープンリーゲイの砂川秀樹が、アウティングされたことに苦しみ転落死した男子大学生について、多くのゲイ当事者が「彼は私だ」と感じていると語っていたことを記したうえで、自身も「まさに、まさに、『彼は私』でした」「一橋大学法学部でゲイ。同じ、くにたち（国立）の校舎で学んでいたひとりのゲイというだけではなく、記事を通して知る、やりとりや状況のすべてが、私でした」などと感じたことを明らかにしている。

#### 政界
自民党の杉田水脈は、「LGBTには生産性がない」などと発言し、国内外から非難を浴びた。また、同党の簗和生は、「LGBT理解増進法案」を巡り「生物学上、種の保存に背く」、山谷えり子は「体は男だけど自分は女だから女子トイレに入れろとか、アメリカなどでは女子陸上競技に参加してしまってメダルを取るとか、バカげたことが起きている」と述べている。
2022年、「神道政治連盟国会議員懇談会」の会合で配布の冊子に、「同性愛は心の中の問題であり、先天的なものではなく後天的な精神の障害、または依存症です」「LGBTの自殺率が高いのは、社会の差別が原因ではなく、LGBTの人自身の悩みが自殺につながる」などといった保守言論による差別的な記述がみられ、非難の声が上がった。

#### 芸能界
『週刊女性』編集部は2021年に、「マツコ・デラックスやはるな愛など、LGBTのタレントは今やメディアでは欠かせない存在」と評している。また、カルーセル麻紀は、同誌に対して、ジェンダーや性同一性障害という概念がなかった頃のテレビ業界について「今はマツコやオネエたちがもてはやされるけど、当時は見世物、化け物扱いよ。自分たちとは違う人間をバカにして笑いものにする演出ばかりで耐えられなかったのね」、現在については「先日もあるテレビ番組に出させていただいたんですが、放送禁止用語がたくさんあって大変ですよ。オカマって言葉、私が言っても駄目なんだから。なんでもね、卑下したり、見下したりして言ってるんじゃないんですよ」などと述べた。

### 中華民国
アジアで最も同性愛に寛容といわれる。台湾においてプライド・パレードは、2003年に500人という規模から始まったが、2016年10月の台北でのパレードには8万人超の参加者が集まった。

### タイ王国
タイは、同性愛に比較的寛容といわれる。2getherで有名なGMMTVのディレクターであるノパナット・チャイウィモールは、ボーイズラブ作品について「最初の試みはあくまで試験的だったが、これがタイ社会から肯定的反応を得」たと述べている。政界では、2019年に行われた総選挙で、LGBT当事者の議員が4人誕生している。
しかしながら偏見や差別も存在する。「前世の行いが悪い人が現世で受ける報いがLGBTである」との言説も存在し、またHIVに関連したいわれのない偏見もあるという。

## 法的な対策
- 日本
- 中華民国
- タイ王国